# Natura 2000-område nr. 92 Pamhule Skov og Stevning Dam
 Natura 2000-område nr. 92 Pamhule Skov og Stevning Dam er et Natura 2000-område der består af habitatområdet H81, og fuglebeskyttelsesområde F57 og er på 1.091 hektar, hvoraf de 590 ha er statsejet. Området er den indre del af Haderslev Tunneldal, en stor tunneldal med meget markante sidedale, som løber ca. 25 km øst-vest fra Lillebælt til Vojens. Natura 2000-området er beliggende i Haderslev Kommune og går mod øst til Haderslev Dam. Området hører under Vandplan 1.11 Lillebælt/Jylland.

## Beskrivelse
Området er domineret af skovområder med indslag af vandflader, enge, overdrev og dyrkede arealer. Pamhule Skov, der er en af de største skove i området, er oprindelig løvskov, hvilket stadig dominerer. Skovene drives med plukhugst og græsning eller forbliver urørt i henhold til naturskovsstrategien. Der findes mindre arealer med surt overdrev og rigkær. Største søer er Stevning Dam og Hindemade der er forbundet med Tørning Å samt Pamhule Sø. Hindemade blev afvandet og opdyrket i 1935, men i 1994 genoprettet som lavvandet sø og eng. Pamhule Sø er beliggende i et dødishul omgivet af bakket terræn ca. 1,5 km syd for Haderslev Dam. Naturstyrelsen har udpeget Pamhule Skovene som et af landets 14 særlige områder for naturskov.
Størstedelen af arealet med rigkær (7230) samt alle forekomster med surt overdrev (6230) er i moderat eller ringe naturtilstand. På nogle forekomster skyldes dette tilgroning som følge af manglende pleje. På andre forekomster skyldes det, at de for naturtypen karakteristiske arter, er dårligt repræsenteret. Natura 2000-indsatsen overvåges i forhold til udpegningsgrundlaget og naturværdiernes tilstand via det nationale overvågningsprogram NOVANA, som Miljø- og Fødevareministeriet er ansvarlig for.

## Eksterne kilder og henvisninger
1. ↑  Vandplan 2009-2015, Lillebælt/Jylland, Hovedvandopland 1.11 Arkiveret 28. oktober 2017 hos  Wayback Machine på svana.dk

- Naturplanen Arkiveret 1. maj 2019 hos  Wayback Machine
- Basisanalysen 2016-21 Arkiveret 1. maj 2019 hos  Wayback Machine